# Eduardas Jonas Monkevičius
Eduardas Jonas Monkevičius (* 20. Januar 1938 in Pavenčiai/Kuršėnai, Rajongemeinde Šiauliai) ist ein litauischer Jurist, Richter, Agrarrechtler, Professor an der Mykolas-Romer-Universität.

## Biographie
Nach dem Abitur an der Mittelschule absolvierte Monkevičius 1965 ein Diplomstudium der Rechtswissenschaften an der Universität Vilnius in der litauischen Hauptstadt Vilnius und von 1978 promovierte in Moskau (Russland) zum Kandidaten der Rechtswissenschaften. Er arbeitete als Hochschullehrer an der Vytautas-Magnus-Universität in Kaunas und anderen Städten.
Von 1992 bis 1996 war er Rechtsanwalt und von 1996 bis 2008 Richter der Abteilung für Zivilsachen im Bezirksgericht Kaunas. Ab 1999 war er Hochschullehrer an der Lietuvos teisės akademija (seit 2000 Lietuvos teisės universitetas, seit 2004 Mykolo Romerio universitetas) und seit 2007 Professor.